# たらこ・たらこ・たらこ
「たらこ・たらこ・たらこ」は、2004年10月に放送を開始した調味料メーカー・キユーピーの「キユーピー あえるパスタソース たらこ」のCMソングである。
2004年10月放送の「キユーピー あえるパスタソース たらこ」の第1弾CM「行進」篇のCMソングとして初放送された。
作曲を音楽ユニット「ゲルニカ」の上野耕路、作詞をCM監督の加藤良一（「加藤良1」名義）が手掛けている。CMでは一時期他の曲になったがその後は再びこの曲が使用されている。
2009年4月1日、この曲のアレンジ版に作曲家の谷口國博（たにぞう）による振り付けをつけた「たらこキユーピーダンス」が発表された。2012年には「たらこキユーピーダンス」のリニューアル版が発表された。

## CM
CMでは複数の歌手によって歌われている。以下、歌手名が公表されているもののみを挙げる。
| タイトル                   | 歌手名                          | 備考               | 出典   |
| -------------------------- | ------------------------------- | ------------------ | ------ |
| 「合唱」篇（第3弾）        | 増山加弥乃（AKB48所属前）       | ナレーションも担当 | [ 4 ]  |
| 「宇宙船」篇（第5弾）      | キグルミ                        |                    | [ 5 ]  |
| 「巨大たらこ、街を行く」篇 | NOKKO（元レベッカ）             | ナレーションも担当 | [ 6 ]  |
| 「たらこ音楽隊」篇         | 北条音寧                        |                    | [ 7 ]  |
| 「ライブ」篇               | 長谷川瑞                        |                    | [ 8 ]  |
| 「ミニチュア広場」篇       | 原マスミ                        |                    | [ 9 ]  |
| 「行進！再び」篇           | 近野莉菜（元JKT48）、増山加弥乃 |                    | [ 10 ] |
| 「行進！再び」改訂篇       | 近野莉菜、増山加弥乃            |                    | [ 11 ] |
| 「大大大行進」篇           | 近野莉奈、増山加弥乃、瀬谷心音  |                    | [ 12 ] |

## キグルミのシングル
キグルミのシングル（実質的なデビュー曲）として2006年9月6日にビクターエンタテインメントから発売された。
元々はCMオリジナル曲だったが、2006年3月にビクターエンタテインメント企画制作部ディレクターの平井映子がキユーピーのお客様相談室にメールを出した事がきっかけとなり、ほぼ同時期にキユーピー社内でもCD化を検討していたこともあり、発売が決定した。本来はCMで使われた部分だけ作詞・作曲されていたものを、CD用に急遽他のパートを追加し一つの曲に仕上げた。
CD発売に際して歌手をオーディションで募集し、当時子役タレントとして活動していた志村玲那と遼花の2人組ユニット「キグルミ」が歌唱を担当した。5作目の「宇宙船」篇では、CM版の歌唱もキグルミに変更された。なお、キグルミがCM映像に出演したことは一度もない。
CD発売の一ヶ月ほど前からニュース番組などでこの曲が流れ、多数のメディアに特集されたこともあり、知名度が上がる。歌番組にも頻繁に出演するようになった。
2006年12月6日には、「たらこ・たらこ・たらこ」のクリスマスバージョンを収録したCDとたらこキユーピーが登場するCMの映像5種類を収録したDVDをセットにした『たらこ・たらこ・たらこ たっぷりクリスマスBOX』が5万セット限定で発売された。
キグルミはこの曲で2006年の第48回日本レコード大賞特別賞を受賞した。

### チャート成績
- 2006年9月6日にビクターエンタテインメントよりシングルCDとして発売され、同年9月18日付のオリコンシングルチャートで初登場2位を記録。食べ物を題材にした楽曲としては、2004年発売の浜田雅功と槇原敬之「チキンライス」以来となる、同チャートでのトップ10入りを記録した。
- グループ平均年齢10.5歳でのオリコンシングルチャートのトップ10入りという史上最年少記録を樹立。
- 歴代女性グループのデビューシングル初登場記録を、史上最高位の2位で更新。
- 2007年時点で、着うた・着うたフルダウンロード103万3742件、CD出荷30万枚[18]。
- 初回限定盤の出荷枚数は当初2万枚の予定だったが、問い合わせが殺到したため8万枚に変更された。

### 収録曲

#### たらこ・たらこ・たらこ
1. たらこ・たらこ・たらこ
（作詞：加藤良1 / 作曲：上野耕路）
2. ヘナチョコルール
（作詞：加藤良1 / 作曲：上野耕路）
3. たらこ・たらこ・たらこ（カラオケ）
4. ヘナチョコルール（カラオケ）

#### たらこ・たらこ・たらこ たっぷりクリスマスBOX
DVD
1. たらこ・たらこ・たらこ クリスマス
（作詞：加藤良1 / 作曲：上野耕路）
2. たらこ・たらこ・たらこ （オリジナル）
（作詞：加藤良1 / 作曲：上野耕路）
3. キグルミからのクリスマスメッセージ
4. たらこダンスの踊り方
5. たらこ・たらこ・たらこ（カラオケ）
6. キユーピーあえるパスタソースたらこCM 第1弾 行進編
7. キユーピーあえるパスタソースたらこCM 第2弾 回転編
8. キユーピーあえるパスタソースたらこCM 第3弾 合唱編
9. キユーピーあえるパスタソースたらこCM 第4弾 訪問編
10. キユーピーあえるパスタソースたらこCM 第5弾 宇宙船編

CD
1. たらこ・たらこ・たらこ クリスマス
（作詞：加藤良1 / 作曲：上野耕路）
2. メリメリクリスマス
（作詞：加藤良1 / 作曲：上野耕路）
3. たらこ・たらこ・たらこ レナちゃんと歌おう！
4. たらこ・たらこ・たらこ ハルカちゃんと歌おう！
5. たらこ・たらこ・たらこ クリスマス（カラオケ）
6. メリメリクリスマス（カラオケ）

### 発売日一覧
| 地域 | 情報          | 規格       |
| ---- | ------------- | ---------- |
| 日本 | 2006年7月19日 | 着うたフル |
| 日本 | 2006年9月6日  | CD         |
| 日本 | 2006年12月6日 | CD + DVD   |

## 特記事項
- 2006年4月28日放送の『探偵!ナイトスクープ』では「タケモトピアノに次ぐ赤ちゃんの泣きやむCM」として紹介された[19]。
- 2006年にJリーグ・ベガルタ仙台に所属していたチアゴ・ネーヴィス選手の応援歌の原曲でもある。
- 『たらこ・たらこ・たらこ』という言葉は、2006年のユーキャン新語・流行語大賞トップ10を受賞。

## CM以外のカバー
- りな & あさか（森の木児童合唱団）- コロムビアミュージックエンタテインメント版カバー音源。